# Jak X
Jak X (känt i USA som Jak X: Combat Racing) är ett racingspel utvecklat av Naughty Dog till Playstation 2. Detta är det sista spelet i spelserien som Naughty Dog utvecklade.
Billy Howerdel, medlem i det amerikanska alternativ rock-bandet A Perfect Circle, och Dean Menta komponerade majoriteten av spelets musik.